# Givelet
Givelet – instrument muzyczny z grupy elektrofonów elektromechanicznych. Instrument ten i trzy jego wcześniejsze wersje zostały wynalezione w latach 1927–1930 przez francuskiego inżyniera i fizyka Armanda Giveleta przy współpracy z wytwórcą organów Eduarda Eloi Coupleaux.
Pierwszym z serii instrumentów stworzonych przez Givelet'a było Clavier a Lampes z 1927 roku. Był to klawiaturowy instrument oparty na technologii oscylatorów lampowych. Ten monofoniczny instrument przeznaczony był do bezpośredniej transmisji radiowej. Jego rozwinięciem było Orgue des Ondes - organy falowe, zbudowane w 1929. Bazowały one na doświadczeniach swego poprzednika, lecz był to instrument w pełni polifoniczny. Organy falowe, były olbrzymim instrumentem zawierającym 700 lamp elektronowych, po siedem na każdy z 70 dźwięków obejmujących 10 oktaw. Synteza dźwięku posiadająca taką ilość harmonicznych, była na tyle doskonała, że instrument ten może być uznawany za pierwsze elektroniczne organy. Podobnie jak Clavier de Lampes organy falowe używane było do bezpośrednich transmisji radiowych. Zminiaturyzowaną odmianą tego instrumentu było Piano rodio-electrique, który był hybrydą pianina i organów falowych.
Zachęceni czystością brzmienia organów falowych Givelet zbudował jego wersję wyposażoną w wzmacniacz i zestaw głośników, pozwalających tworzyć muzykę na żywo. Instrument ten zawiera około tysiąca lamp elektronowych. Mimo swej niewątpliwej technicznej złożoności cena urządzenia była bardzo konkurencyjna w stosunku do tradycyjnych organów akustycznych. W latach trzydziestych, wyprodukowano pewną liczbę tych instrumentów, które instalowane były w wielu kościołach francuskich.
Ostatecznym rozwinięciem instrumentu były organy giveleta lub krótko givelet wyprodukowane w 1930, były one nieco udoskonaloną wersją organów falowych. Największym krokiem naprzód było możliwość programowania brzmienia instrumentu za pomocą kart perforowanych. Było to rozwiązanie rewolucyjne jak na owe czasy.
Organy falowe i givelet zostały wyparte z użycia dopiero przez organy Hammonda, tak, więc mogą być uznane za pierwszy w pełni funkcjonalny instrument elektroniczny.